# 许沫
许沫 （1990年3月2日—），中国女子手球運動員，司職守門員，現為中國國家女子手球隊隊員。

## 簡歷
2010年11月，许沫代表中國出戰廣州亞運會，參加女子手球比賽項目，奪得金牌。